# ロサンジェルス室内管弦楽団
ロサンジェルス室内管弦楽団（ロサンジェルスしつないかんげんがくだん、Los Angeles Chamber Orchestra）は、アメリカ合衆国カリフォルニア州ロサンゼルスに本拠地を置く室内オーケストラである。

## 概要
1968年に設立。アメリカ有数の室内オーケストラとして、各種コンサートやツアーなど行っている。歴代の指揮者にはネヴィル・マリナー、ジェラード・シュワルツ、アイオナ・ブラウン、クリストフ・ペリック、ジェフリー・カハネらがいる。2019年からハイメ・マルティンが音楽監督を務める。
主なレコーディングは、マリナー指揮でレスピーギの『リュートのための古風な舞曲とアリア』、シュワルツ指揮でバッハのブランデンブルク協奏曲集、カハーン指揮ヒラリー・ハーン独奏でバッハのヴァイオリン協奏曲などがある。